# Jan Maron
Jan Maron (628 Sirmaníja nebo Sarmín v dnešní Sýrii – 707 Kfarhy v Libanonu) byl syrský mnich a první maronitský patriarcha. Katolická církev, zejména pak maronitská jej uctívají jako svatého a připomíná se 2. března. Zemřel a byl pohřben v Kfarhy poblíž Batrúnu v Libanonu, kde je mu zasvěcen kostel.
Jérôme Labourt v Katolické encyklopedii z počátku 20. století říká, že samotná existence Jana Marona je "velmi pochybná ... pokud vůbec existoval, pak jako prostý mnich." a i francouzský teolog Eusèbe Renaudot o Maronově existenci pochyboval. Jiní učenci věří, že existoval a byl maronitským patriarchou poté, co byla odražena invaze byzantského císaře Justiniána II. a maronité získali větší politickou nezávislost.

## Život
Maronitská historie před šestnáctým stoletím je problematická, protože je mnoho věcí nejasných. Podle maronitských zdrojů se Jan narodil v Sarumu, městě jižně od Antiochie. Byl synem Agathona a Anohamie. Říkalo se mu Jan Sarumita, protože jeho otec byl guvernérem Sarumu. Jeho dědeček z otcovy strany, princ Alidipas, vládl Antiochii. Jan své vzdělání získal v Antiochii a v Klášteře sv. Marona, kde studoval matematiku, přírodovědu, filozofii, teologii, filologii a Písmo. Stal se pak v klášteře mnichem a ke svému jménu přidal označení Maron.
Jan pak studoval řečtinu a patrologii v Konstantinopoli. Po návratu do sv. Marona psal o tak rozmanitých tématech, jako je pedagogika, rétorika, svátosti, správa církevního majetku, legislativa a liturgie. Složil eucharistickou modlitbu, která dodnes nese jeho jméno. Už jako mladý kněz se zapojil do debat s monofyzity. Coby známý učitel a kazatel vysvětloval doktrínu chalcedonského koncilu (který se soustředil na Ježíšovu podstatu jako Boha i člověka), napsal řadu dopisů věřícím proti monofyzitismu a údajně cestoval po Sýrii, aby lidem vysvětlil monofyzitskou herezi.
Antiošský patriarcha Anastasius II. byl umučen v roce 609. S pokračující byzantsko-sásanskou válkou a všeobecnými nepokoji v této oblasti začala Konstantinopol jmenovat řadu titulárních patriarchů. Maronitské zdroje uvádějí datum zvolení Jana Marona patriarchou Antiochie a celého Východu na rok 685. Jan prý pak získal potvrzení papeže Sergia I. a stal se prvním maronitským patriarchou.

## Dílo
Díla Jana Marona jsou v syrštině:
- O víře
- Otázky monofyzitům